# Google Browser Sync
Google Browser Sync là một phần mềm ứng dụng miễn phí được Google phát hành trên Google Labs vào ngày 8 tháng 6 năm 2006. Nó được dùng để đồng bộ những cấu hình của trình duyệt Mozilla Firefox từ phiên bản 2.x trở lên để hỗ trợ những người dùng thường xuyên lướt web trên nhiều máy tính khác nhau. Phần mềm này không tương thích với Firefox 3 và Google cũng không có dự định phát triển để nó tương thích. Do đó phần mềm này đã bị ngừng phát triển vào tháng 6 năm 2008. Tuy nhiên bộ mã nguồn của nó đã được công bố trên Google Code.